# كورنيليوس وايت
كورنيليوس وايت (بالإنجليزية: Cornelius White)‏ (23 يونيو 1972 بهيوستن في الولايات المتحدة - ) هو لاعب كرة قدم أمريكية وملاكم أمريكي.

## وصلات خارجية
- كورنيليوس وايت على موقع بوكس ريك (الإنجليزية) (registration required)